# Zastava M02 Kojot
Zastava M02 Kojot je teška strojnica kalibra 12.7 mm kojeg je razvila i proizvodi srpska vojna industrija Zastava Arms iz Kragujevca.

## Karakteristike
Mitraljez M02 Kojot je po izgledu i karakteristikama veoma sličan ruskom teškom mitraljezu Kord a može se postavljati na tronožno postolje svog prethodnika Zastave M87. Konstrukcija mitraljeza osigurava pouzdanu funkcionalnost bez zastoja te rad u svim klimatskim i terenskim uvjetima.
Cijev Kojota izrađena je metodom hladnog kovanja a unutrašnjost same cijevi je kromirana čime je osigurana dugotrajnost s nepromjenjivim balističkim karakteristikama. Može ju se brzo i lako skinuti s mitraljeza i postaviti novu. Na ustima cijevi nalazi se skrivač plamena koji raspršuje barutne plinove i smanjuje bljesak plamena prilikom paljbe čime položaj vojnika ostaje prikriven.
Oružje koristi streljivo kalibra 12.7×108mm s lanca kapaciteta 60 metaka koji je smješten u kutiju sa streljivom. Prilikom paljbe, čahure se izbacuju naprijed bez opasnosti da će strijelcu ili nekome u blizini odletjeti u lice.

## Vanjske poveznice
- Karakteristike M02 Kojot na web stranici proizvođača  Arhivirana inačica izvorne stranice od 18. lipnja 2013. (Wayback Machine)